# Katerina Sakellaropoulou
Katerina Sakellaropoulou (Grieks: Αικατερίνη Σακελλαροπούλου, Ekateríni Sakellaropoúlou), (Thessaloniki, 30 mei 1956) is een Griekse advocaat, rechter en politica. Van 13 maart 2020 tot 13 maart 2025 was zij de eerste vrouwelijke president van Griekenland. Eerder, van oktober 2018 tot januari 2020, was ze president van de Griekse Raad van State, het hoogste administratieve en constitutionele hof in Griekenland.

## Biografie
Katerina Sakellaropoulou studeerde rechten aan de rechtenfaculteit van de Universiteit van Athene, waar ze in 1978 afstudeerde. Van 1989 tot 1990 volgde zij postdoctorale opleidingen in staats- en bestuursrecht aan de Sorbonne in Parijs. Op 17 oktober 2018 werd ze president van de Raad van State, de hoogste administratieve en constitutionele rechtbank van Griekenland.
Sakellaropoulou is partijloos maar heeft progressieve opvattingen. Zij heeft zich uitgesproken tegen discriminatie, en voor de rechten van minderjarige vluchtelingen en homo’s. Haar specialisme is milieurecht en ze ziet milieubescherming en de steun aan kwetsbare groepen als haar prioriteiten.
Ze nam ontslag als president van de Raad van State nadat ze op 15 januari 2020 door Kyriakos Mitsotakis, de Griekse premier en voorzitter van de regerende partij  Nea Dimokratia, was voorgedragen als kandidaat voor de functie van president. Op 22 januari 2020 werd ze door een grote meerderheid (261 van de 300 stemmen) van het Griekse parlement tot president van de Griekse Republiek gekozen. Ze volgde op 13 maart 2020 Prokopis Pavlopoulos op en werd daarmee de eerste vrouwelijke president van Griekenland. Het presidentschap is in Griekenland een voor het grootste deel ceremoniële functie. Sakellaropoulou is gekozen voor een ambtstermijn van vijf jaar.
- Gemeinsame Normdatei: 1192535286
- Library of Congress Control Number: n2016063731
- Virtual International Authority File: 8227156565706823500003